# Jill Saulnier
Jillian Pauline „Jill“ Saulnier (* 7. März 1992 in Halifax, Nova Scotia) ist eine kanadische Eishockeyspielerin, die seit Januar 2025 bei den Boston Fleet aus der Professional Women’s Hockey League unter Vertrag steht. Ihr Bruder Brennan Saulnier ist ebenfalls professioneller Eishockeyspieler.

## Karriere
Saulnier begann 2011 ihre sportliche Karriere nach ihrer Zeit bei den Junioren an der US-amerikanischen Cornell University. Nach dem Abschluss ihres Studiums lief sie drei Jahre für den kanadischen Klub Calgary Inferno in der Canadian Women’s Hockey League (CWHL) auf. Im Juli 2018 wurde Saulnier zusammen mit Geneviève Lacasse an die Les Canadiennes de Montréal abgegeben, im Gegenzug erhielt Calgary nicht näher bestimmte Rechte an Spielern respektive Draft Picks.
Im Sommer 2019 wurde die CWHL aufgelöst und Saulnier entschied sich für einen Beitritt zur Professional Women’s Hockey Players Association. Anschließend spielte sie im Rahmen von Promotionsspielen (unter anderem der Dream Gap Tour) für das Montreal-Charter der PWHPA.
Bei den Olympischen Winterspielen 2018 in Pyeongchang gewann sie mit der kanadischen Frauennationalmannschaft die Silbermedaille, ebenso nahm sie an den Olympischen Winterspielen 2022 in Peking teil. Dort erreichte sie mit der kanadischen Nationalauswahl den Gewinn der Goldmedaille.
Im Jahr 2021 gewann sie mit der kanadischen Frauenmannschaft die Weltmeisterschaft. Bei den Weltmeisterschaften 2015 und 2016 gewann sie jeweils die Silbermedaille sowie 2019 die Bronzemedaille.
Im Jahr 2023 wurde aus der PWHPA heraus die Professional Women’s Hockey League gegründet. Saulnier wurde beim ersten PWHL-Draft im September 2023 vom Team PWHL New York ausgewählt und im Dezember desselben Jahres für zwei Jahre verpflichtet. Ende Januar 2025 wurde die Stürmerin im Tausch für Taylor Girard zum Ligakonkurrenten Boston Fleet transferiert.

## Erfolge und Auszeichnungen
- 2016 Clarkson-Cup-Gewinn mit den Calgary Inferno

### International
| - 2009 Silbermedaille bei der U18-Frauen-Weltmeisterschaft - 2010 Goldmedaille bei der U18-Frauen-Weltmeisterschaft - 2015 Silbermedaille bei der Weltmeisterschaft - 2016 Silbermedaille bei der Weltmeisterschaft | - 2018 Silbermedaille bei den Olympischen Winterspielen - 2019 Bronzemedaille bei der Weltmeisterschaft - 2021 Goldmedaille bei der Weltmeisterschaft - 2022 Goldmedaille bei den Olympischen Winterspielen |

## Karrierestatistik

### International
(Legende zur Spielerstatistik: Sp oder GP = absolvierte Spiele; T oder G = erzielte Tore; V oder A = erzielte Assists; Pkt oder Pts = erzielte Scorerpunkte; SM oder PIM = erhaltene Strafminuten; +/− = Plus/Minus-Bilanz; PP = erzielte Überzahltore; SH = erzielte Unterzahltore; GW = erzielte Siegtore; 1 Play-downs/Relegation; Kursiv: Statistik nicht vollständig)